# Deutsche Gesellschaft für Unfallchirurgie
Die Deutsche Gesellschaft für Unfallchirurgie (DGU) ist als wissenschaftlich-medizinische Fachgesellschaft der Zusammenschluss aller Ärzte, die sich in Deutschland beruflich mit Unfallfolgen in Klinik, Praxis und Forschung befassen. Sie fördert die Aus-, Fort- und Weiterbildung im Fach Orthopädie und Unfallchirurgie mit einem jährlich stattfindenden Kongress, mit der Unterstützung von Studien- und Forschungsaktivitäten sowie mit eigenen Bildungsangeboten. Die DGU ist seit 1962 Mitglied der Arbeitsgemeinschaft der Wissenschaftlichen Medizinischen Fachgesellschaften. 

## Aufgaben
Das Aufgabenspektrum der Verbandsarbeit reicht von wissenschaftsbasierter Prävention, Diagnostik, Therapie und Rehabilitation in der Traumatologie über die Einrichtung und Sicherung adäquater und patientensicherer Versorgungsstrukturen, effiziente Fort- und Weiterbildungskonzepte bis zum Transfer von Forschungsergebnissen in die klinische und praktische Anwendung und die Unterrichtung der Öffentlichkeit über diese Belange.

### Versorgung Schwerverletzter
Ziel der Deutschen Gesellschaft für Unfallchirurgie ist es, Verletzten, insbesondere Schwer- und Schwerstverletzten (Polytrauma) die bestmögliche Versorgung zu gewährleisten und sie dauerhaft zu versorgen. Um jedem Verletzten an jedem Ort in Deutschland zu jeder Zeit die gleichen Wiederherstellungs- und Überlebenschancen zu bieten, hat die DGU das Projekt TraumaNetzwerk DGU ins Leben gerufen. Mit diesem werden seit 2008 die erstmals 2006 im „Weißbuch Schwerverletztenversorgung“ niedergelegten Empfehlungen zur personellen, räumlichen und apparativen Mindestausstattung, Aufnahme- und Verlegungskriterien von Verletzten u. a. in den teilnehmenden Kliniken bundesweit umgesetzt. Eine aktualisierte Neuauflage des Weißbuchs erfolgte im Jahr 2012. Die Überprüfung der Einhaltung der Empfehlungen geschieht über ein Audit der betreffenden Klinik, das gesamte TraumaNetzwerk DGU wird zertifiziert. Inzwischen zeichnet sich in Deutschland eine deutliche Verbesserung der klinischen Infrastruktur und der Prozessqualität bei der Versorgung schwerverletzter Patienten ab. 46 Traumanetzwerke mit 581 beteiligten Kliniken sind bereits entsprechend den Vorgaben des Weißbuchs der DGU zertifiziert worden (Stand: Februar 2014).
Der Sicherstellung einer optimalen Versorgung dienen auch die von der DGU, teilweise in Kooperation mit anderen Fachgesellschaften, erarbeiteten Leitlinien.

### Wissenschaft und Forschung
Als wissenschaftlich-medizinische Fachgesellschaft fördert die DGU – auch in Zusammenarbeit mit der Deutschen Gesellschaft für Orthopädie und Unfallchirurgie (DGOU) – die Forschung im Fach und stellt Plattformen und Netzwerke für den Austausch unter Forschern, Wissenschaftlern, Klinik und Praxis bereit.
Neben systemischen Unfallfolgen bei Patienten wie Schock, Organversagen oder Sepsis sind vielfach Weichteilstrukturen, innere Organe, Knochen und Gelenke verletzt. Die Pathomechanismen und die Pathophysiologie solcher Verletzungen und deren Folgen sowie die Biomechanik stehen im Zentrum der unfallchirurgischen Grundlagenforschung.
Die Entwicklung neuer Behandlungsprinzipien und Operationsverfahren für Verletzungen und posttraumatisches Organversagen ist ein weiterer Schwerpunkt der Forschung. Die DGU betreibt bereits seit Jahrzehnten Versorgungsforschung durch die wissenschaftliche Auswertung des TraumaRegister DGU. Das Register, an dem sich alle in den Traumanetzwerken aktiven Kliniken beteiligen, ist eine der größten Datenbanken dieser Art in Europa.
Eine zunehmend wichtige Rolle spielt auch die translationale Forschung. Daneben betreibt die DGU Präventions- und Unfallforschung, vor allem durch die Arbeitsgemeinschaft für Prävention von Verletzungen und die Projektgruppe „WHO Decade of Action for Road Safety“.
Einmal jährlich hält die DGU ihre Jahrestagung im Rahmen des Deutschen Kongresses für Orthopädie und Unfallchirurgie (DKOU) ab. Der Kongress findet in Berlin statt und ist europaweit die größte Veranstaltung in diesem Fachgebiet.

### Fort- und Weiterbildung
Die DGU bietet über die AUC – Akademie der Unfallchirurgie GmbH – zahlreiche Fortbildungen an, darunter Hand-Over-Team-Training (HOTT), Definitive Surgical Trauma Care (DSTC), Advanced Trauma Life Support (ATLS), Advanced Trauma Care for Nurse (ATCN), Traumatic Arrest TeamTraining (3T für Ärzte und HEMS), Best of Airwaymanagement in HEMS (BOAH), Frakturversorgungskurse an Humanpräparaten, Kindertraumatologie (KTC), Acute Care in Trauma (ACT), Terror and Desaster Surgical Care (TDSC).

### Förderungen und Ehrungen
Besondere wissenschaftliche Leistungen zeichnet die DGU – teilweise in Kooperation mit Partnerorganisationen – mit Preisen, Stipendien und Ehrungen aus.

#### Forschungspreise
- Hans-Liniger-Preis[12]
- Innovationspreis[13]
- Stromeyer-Probst-Medaille (Literaturpreis)[14]
- Promotionspreis[15]

#### Stipendien
- Osteologie-Forschungsstipendium[16]
- Reisestipendium[17]

#### Ehrungen
- Ehrenmitgliedschaft[18]
- Korrespondierende Mitgliedschaft[19]
- Johann Friedrich Dieffenbach-Büste[20]
- Carl Thiem-Gedenkmünze[21]
- Goldene Ehrennadel[22]

### Veröffentlichungen
- Mitgliederzeitschrift „Orthopädie und Unfallchirurgie – Mitteilungen und Nachrichten“ (OUMN)
- Die Unfallchirurgie (bis Mai 2022 Der Unfallchirurg, vormals Monatsschrift für Unfallheilkunde)
- Zeitschrift für Orthopädie und Unfallchirurgie
- Weißbuch Schwerverletztenversorgung (2006, 2. Aufl. 2012)
- S3-Leitlinie Polytrauma/Schwerverletzten-Behandlung (2012)

## Organisation

### Struktur, Aufbau und Organe
Die Deutsche Gesellschaft für Unfallchirurgie ist ein eingetragener gemeinnütziger Verein mit rechtlichem Sitz in Bochum. Derzeit hat sie etwa 4.500 Mitglieder (Stand: 2024). Ihre Geschäftsstelle befindet sich im Tiergarten-Tower in Berlin.
Die DGU wählt den Vorstand und das Präsidium bei ihrer jährlich stattfindenden Mitgliederversammlung, die auch über den Haushalt und Satzungsänderungen beschließt. Die Präsidentschaft wechselt jährlich am 1. Januar.

### Präsidium
Vertreten wird die DGU durch das Präsidium, das aus dem Geschäftsführenden Vorstand, dem Präsidialrat, dem Senat, dem Ständigen Beirat, dem Nichtständigen Beirat und dem Fachbeirat besteht. Die Geschäftsführung erfolgt gemäß Satzung und Geschäftsordnung.

### Arbeitsplattformen
Um wissenschaftliche Fragen zu lösen und Empfehlungen zu erarbeiten, engagieren sich die Mitglieder der DGU in Arbeitsplattformen. Dazu gehören Ausschüsse, Kommissionen, Beauftragte, Sektionen und Arbeitsgemeinschaften. Übergreifende Themen bearbeitet die DGU gemeinsam mit der Deutschen Gesellschaft für Orthopädie und Orthopädische Chirurgie in der DGOU.
Zu den Themen gehören u. a. Grundsatzfragen, Alterstraumatologie, Beckenchirurgie, Einsatz-, Katastrophen- und Taktische Chirurgie (EKTC), Fußchirurgie, Handchirurgie, Kindertraumatologie, Notfall-, Intensivmedizin und Schwerverletztenversorgung durch die Sektion Notfall-, Intensivmedizin und Schwerverletztenversorgung (NIS), Prävention von Verletzungen, Osteologie, Septische und Rekonstruktive Chirurgie sowie Rehabilitation und Physikalische Therapie.

## Präsidenten
- 1922–1929: Hans Liniger
- 1930: Paul Jottkowitz
- 1931: (keines Jahresversammlung)
- 1932: Georg Magnus
- 1933: Victor Schmieden
- 1934: Fritz König
- 1935: August Borchard
- 1936: Max zur Verth
- 1937: Martin Reichardt
- 1938: (keines Jahrestagung)
- 1939: August Wilhelm Fischer
- 1940er: keine Jahresversammlungen wegen des Zweiten Weltkrieges bis zur Neugründung der DGU
- 1950: Heinrich Bürkle de la Camp
- 1951: Erich Freiherr von Redwitz
- 1952: Helmuth Bohnenkamp
- 1953: Michael Bauer
- 1954: Lothar Kreuz
- 1955: Gottfried Jungmichel
- 1956: Karl Heinrich Bauer
- 1957: Wilhelm Tönnis
- 1958: Gustav Ernst Störring
- 1959: Helmuth Reinwein
- 1960: Berthold Müller
- 1961: Alfons Lob
- 1962: Clemens Dierkes
- 1963: Herbert Lauterbach
- 1964: Alfred Nikolaus Witt
- 1965: Carl Humperdinck
- 1966: Herbert Junghanns
- 1967: Herbert Elbel
- 1968: Heinrich Barthelheimer
- 1969: Wolfgang Perret
- 1970: Günther Könn
- 1971: Jörg Rehn
- 1972: Georg Maurer
- 1973: Günter Friedebold
- 1974: Wolfgang T. Ulmer
- 1975: Wolfgang Faubel
- 1976: Heinz Contzen
- 1977: Günther Dotzauer
- 1978: Siegfried Weller
- 1979: Harald Tscherne
- 1980: Walter Düben
- 1981: Leonhard Schweiberer
- 1982: Jürgen Probst
- 1983: Caius Burri
- 1984: Hermann Ecke
- 1985: Günther Hierholzer
- 1986: Horst Cotta
- 1987: Eugen H. Kuner
- 1988: Karl-Heinz Jungbluth
- 1989: Klaus-Peter Schmit-Neuerburg
- 1990: Alfred Pannike
- 1991: Dieter Havemann
- 1992: Rahim Rahmanzadeh
- 1993: Ulrich Holz
- 1994: Axel Rüter
- 1995: Gert Muhr
- 1996: Eberhard Markgraf
- 1997: Hans-Jörg Oestern
- 1998: Lothar Kinzl
- 1999: Peter Hertel
- 2000: Norbert Haas, Berlin
- 2001: Peter Kirschner, Mainz
- 2002: Klaus Rehm, Köln
- 2003: Hartmut Siebert, Schwäbisch Hall
- 2004: Andreas Wentzensen, Ludwigshafen
- 2005: Wolf Mutschler, München
- 2006: Klaus Michael Stürmer, Göttingen
- 2007: Kuno Weise, Tübingen
- 2008: Axel Ekkernkamp, Berlin
- 2009: Hans Zwipp, Dresden
- 2010: Norbert Südkamp, Freiburg
- 2011: Tim Pohlemann, Homburg
- 2012: Christoph Josten, Leipzig
- 2013: Reinhard Hoffmann, Frankfurt am Main
- 2014: Bertil Bouillon, Köln[28]
- 2015: Michael Nerlich, Regensburg
- 2016: Florian Gebhard, Ulm
- 2017: Ingo Marzi, Frankfurt am Main
- 2018: Joachim Windolf, Düsseldorf
- 2019: Paul A. Grützner, Ludwigshafen
- 2020, 2021: Michael J. Raschke[29]
- 2022: Benedikt Friemert
- 2023: Steffen Ruchholtz
- 2024: Andreas Seekamp

## Generalsekretär
- Dietmar Pennig, Köln

## Geschichte

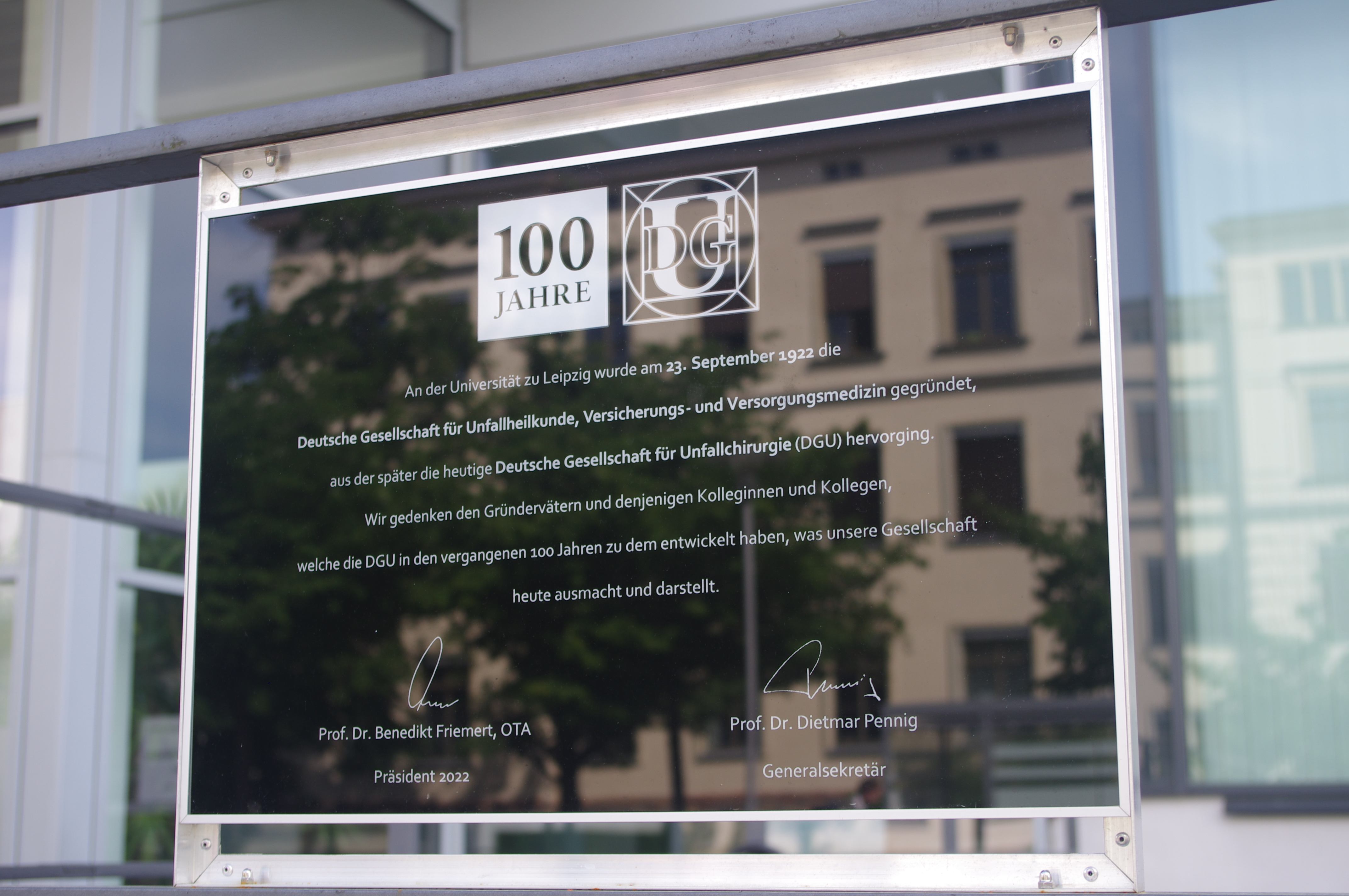
Gedenktafel am Gründungsort in Leipzig

Die DGU wurde am 23. September 1922 im Hörsaal 30 der Universität Leipzig als „Deutsche Gesellschaft für Unfallheilkunde, Versicherungs- und Versorgungsmedizin“ gegründet. Gründungspräsident war Hans Liniger. Anlass war die Tagung zum hundertjährigen Bestehen der Gesellschaft Deutscher Naturforscher und Ärzte, in der sich Johann Friedrich Dieffenbach und Louis Stromeyer bereits 1830 für den wissenschaftlichen Austausch einsetzten. 1894 wurde dort unter maßgeblicher Mitwirkung von Carl Thiem die „Abtheilung für Unfallheilkunde“ installiert. Im selben Jahr nahm die „Monatsschrift für Unfallheilkunde“, jetzt „Der Unfallchirurg“, ihr Erscheinen auf. Bis zur Differenzierung der Unfallchirurgie als eigenständiges Fach im Gebiet der Chirurgie war die DGU ein Zusammenschluss von an der Behandlung und Begutachtung von Unfallverletzten interessierten Ärzten, vornehmlich von Chirurgen und Orthopäden, aber auch von Internisten, Gerichtsmedizinern, Neurologen und Psychiatern sowie Versicherungsmedizinern und Juristen. Zwischen 1922 und 1939 fanden 16 Jahrestagungen statt.
Bereits wenige Monate nach der nationalsozialistischen Regierungsübernahme 1933 trat im Zuge der beginnenden staatlichen und gesellschaftlichen Verfolgung jüdischer oder als jüdisch etikettierter Mitglieder der DGU-Vorstand zurück. Die Verfolgten wurden nach und nach aus den Mitgliederlisten entfernt. Die Mitgliederversammlung der DGU hat sich 2013 zu ihren damaligen verfolgten Mitgliedern bekannt. Die Recherchen waren schwierig, weil das Mitgliederverzeichnis aus der Vorkriegszeit fehlte, aber unter Initiative des ehemaligen Generalsekretärs Jürgen Probst gelang es schließlich, festzustellen, dass von den etwa 300 Mitgliedern, die die DGU Anfang 1933 hatte, 36 verfolgt wurden, ihre Approbation verloren, einige in den Suizid getrieben wurden, fünf deportiert und drei ermordet wurden. Unter den Verfolgten war auch der Leipziger Privatdozent Ernst Bettmann, der nach seiner Emigration 1937 ein erfolgreicher orthopädischer Chirurg in New York wurde.

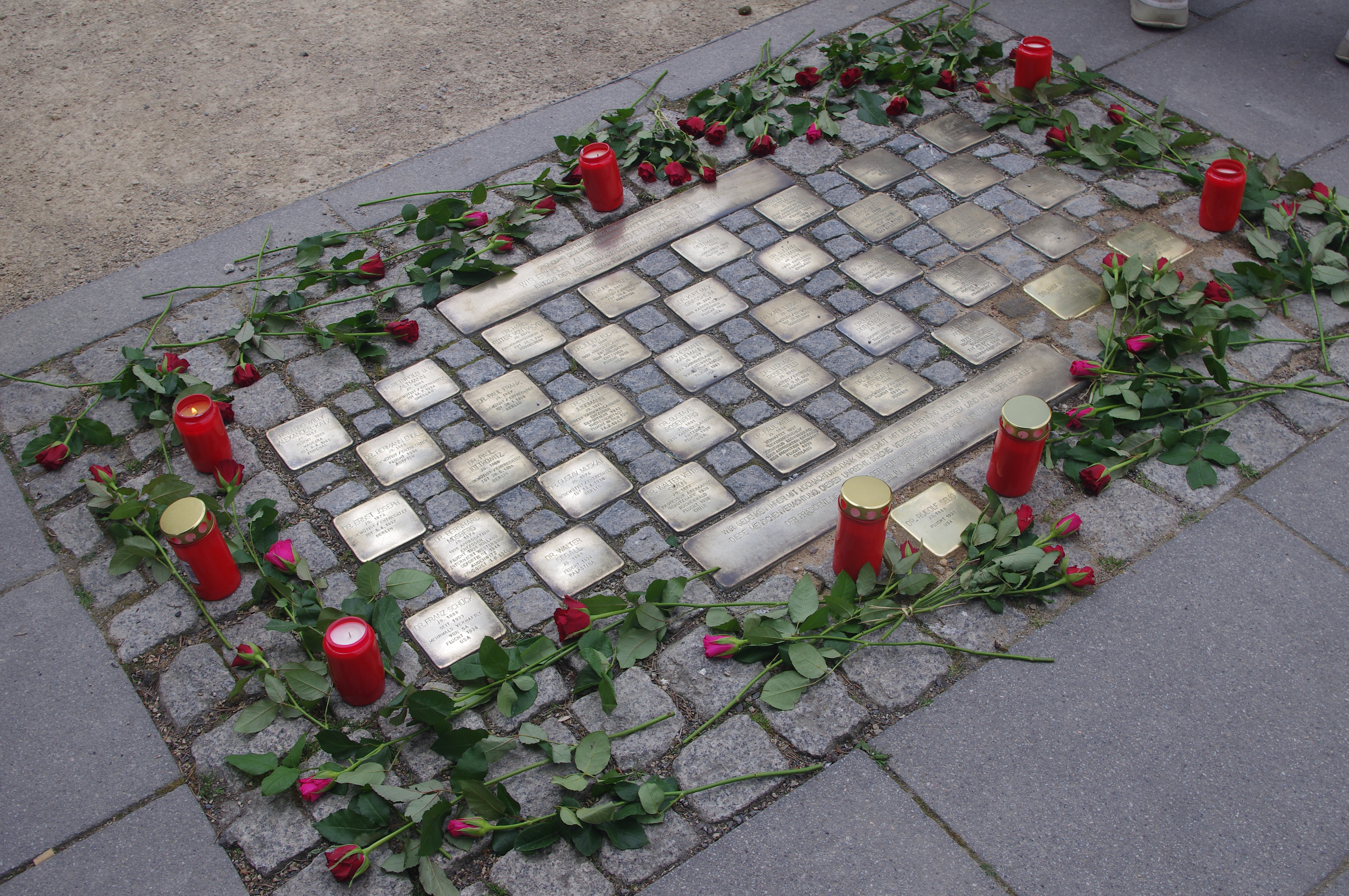
Stolpersteine vor der Uniklinik Leipzig in der Liebigstraße (2023)

Im Herbst 2017 ließ die DGU in Zusammenarbeit mit der Universität Leipzig von Gunter Demnig 36 Stolpersteine vor der Universität verlegen. Nach weiteren Recherchen wurden dort am 24. Mai 2023 drei Stolpersteine ergänzt.
1938 verabschiedete die DGU eine erste Leitlinie „Leitsätze zur ärztlichen Versorgung der Zufallswunde“. Nach Beginn des Zweiten Weltkrieges 1939 stellte die DGU ihre Vereinsaktivitäten ein. Durch Kriegseinwirkungen wurden sämtliche Unterlagen, Dokumente und Mitgliederverzeichnisse vernichtet. Erst 1950 konnte die DGU unter Federführung von H. Bürkle de la Camp in Bochum wieder begründet werden und ihre Jahrestagungen wieder aufnehmen.
Mit dem Beschluss des Deutschen Ärztetages von 1968 wurde die Unfallchirurgie als chirurgisches Teilgebiet, seit 1992 als definierter Schwerpunkt in die Weiterbildungsordnung aufgenommen. Mit der zunehmenden Institutionalisierung der Unfallchirurgie in Deutschland veränderte sich über die Jahre auch die Ausrichtung der DGU, die in der Umbenennung in „Deutsche Gesellschaft für Unfallchirurgie“ ab 1990/91 ihren Ausdruck fand. Durch Beschluss des 104. Deutschen Ärztetages wurde 2003 eine Neugliederung des Gebietes Chirurgie vorgenommen. Seitdem besteht das neue Fach „Orthopädie und Unfallchirurgie“, das sowohl für Unfallchirurgie als auch für Orthopädie spezielle Weiterbildungen bietet.

## Netzwerk und Kooperationen
Zum engen Netzwerk der DGU gehören das TraumaNetzwerk DGU, das TraumaRegister DGU, die Akademie der Unfallchirurgie (AUC) sowie das AltersTraumaZentrum DGU.
Die DGU arbeitet in der Notfallpflege multiprofessionell mit allen Disziplinen zusammen, die für die Versorgung Verletzter Sorge tragen, und kooperiert national und international mit vielen Partnern. Dazu gehören neben der Deutschen Gesellschaft für Orthopädie und Orthopädische Chirurgie (DGOOC), mit der die DGU 2008 die Deutsche Gesellschaft für Orthopädie und Unfallchirurgie (DGOU) gegründet hat, unter anderem der Berufsverband der Fachärzte für Orthopädie und Unfallchirurgie e. V. (BVOU), der Verband leitender Orthopäden und Unfallchirurgen e. V. (VLOU), die Deutsche Gesellschaft für Chirurgie e. V. (DGCH), die Deutsche Gesetzliche Unfallversicherung (DGUV), der Bundesverband der Durchgangsärzte (bdd), der Berufsverband der Deutschen Chirurgen e. V. (BDC), die Arbeitsgemeinschaft der Wissenschaftlichen Medizinischen Fachgesellschaften (AWMF), das Aktionsbündnis Patientensicherheit (APS), der Deutsche Verkehrssicherheitsrat e. V. (DVR), der Dachverband Osteologie e. V. (DVO) sowie auf internationaler Ebene die European Society for Trauma and Emergency Surgery (ESTES) und European Federation of National Associations of Orthopaedics and Traumatology (EFORT). Enge Beziehungen pflegt die DGU außerdem mit der Österreichischen Gesellschaft für Unfallchirurgie (ÖGU) und der Schweizerischen Gesellschaft für Traumatologie und Versicherungsmedizin (SGTV).